# Odontomyia simplex
Odontomyia simplex är en tvåvingeart som först beskrevs av Jacques-Marie-Frangile Bigot 1887.  Odontomyia simplex ingår i släktet Odontomyia och familjen vapenflugor. Inga underarter finns listade i Catalogue of Life.